# 衣笠隆幸
衣笠 隆幸（きぬがさ たかゆき、1948年 -）は、日本の精神科医・精神分析家。日本精神分析協会会長などを歴任。

## 略歴
- 1948年 - 広島県に生まれる
- 1973年 - 広島大学医学部卒業
- 1981〜1988年 - ロンドンのタビストック・クリニックに留学
- 1988年 - 英国精神分析的精神療法家の資格取得、英国精神療法家協会会員
- 1991年 - 日本精神分析協会正会員、国際精神分析協会正会員
- 1997年 - 日本精神分析学会運営委員、編集委員長
- 1993年 - 広島大学医学部精神医学科臨床教授
- 1995年 - 2015年 - 広島市精神保健福祉センター初代所長
- 2002年 - 日本精神分析的精神医学会設立　初代会長に就任
- 2012年 - 2015年 - 日本精神分析協会会長に就任
- 2015年 - 平和大通り診療クリニック勤務
- 2018年 - 広島精神分析医療クリニック勤務
- 2022年 - 精神分析的臨床現場に関する日本初の英国での英文出版物『Psychoanalysis and Analytic Psychotherapy in Japan』出版

## 学会
- 国際精神分析協会正会員
- 日本精神分析学会会長
- 日本精神分析協会会長
- 日本精神分析的精神医学会会長

## 著書

### 著書
・衣笠隆幸選集1: 対象関係論の理論と臨床:クライン派の視点を中心に、岩崎学術出版、2017年
・衣笠隆幸選集2: 精神分析的精神医学の臨床 単行本 – 2018/11/20
・精神分析的臨床現場に関する日本初の英国での英文出版物『Psychoanalysis and Analytic Psychotherapy in Japan』, was published on 2022-05-03. Here’s where it is on our website: https://www.cambridgescholars.com/product/978-1-5275-8141-8日本における精神分析と分析的心理療法Cambridge Scholars Publishing

### 共著
- 悳智彦、衣笠隆幸、伊藤洸『境界例とその周辺』金剛出版、1996年。ISBN 9784772405010。

### 分担執筆
- 小此木啓吾他編『乳幼児精神医学の方法論』岩崎学術出版社、1994年。ISBN 9784753394029。

### 共訳
- ロビン・アンダーソン（著）、小此木啓吾、平井正三、木部則雄、佐藤理香、衣笠隆幸（訳）『クラインとビオンの臨床講義 (現代精神分析双書)』金剛出版、1997年。ISBN 9784772405010。
- メラニー・クライン（著）、牛島定信、小此木啓吾、衣笠隆幸（訳）『児童の精神分析（メラニー・クライン著作集2）』誠信書房、1997年。ISBN 9784414431025。
- ジョン・シュタイナー（著）、衣笠隆幸（訳）『こころの退避 ― 精神病・神経症・境界例患者の病理的組織化』岩崎学術出版社、1997年。ISBN 9784753397020。
- ジェフ・ロバーツ、マルコム・パイン（著）、浅田護衣、衣笠隆幸（訳）『分析的グループセラピー　』金剛出版、1999年。ISBN 9784772405959。
- ジョン・シュタイナー（著）、衣笠隆幸、浅田義孝（訳）『見ることと見られること —「こころの退避」から「恥」の精神分析へ』岩崎学術出版社、2013年。ISBN 9784753310630。

## 関連人物
- 牛島定信
- 成田善弘
- 藤山直樹
- 松木邦裕